# Camillo Teti
Pour la commune sarde, voir Teti.
Camillo Teti, né le 5 mars 1939 à Rome (Latium), est un réalisateur, scénariste et producteur de cinéma italien.

## Biographie
Fils du producteur de films Federico Teti, il est également connu sous les pseudonymes Mark Davis et Al Maker.

## Filmographie

### Réalisateur
- 1986 : L'assassino è ancora tra noi
- 1987 : I vizi segreti degli italiani quando credono di non essere visti (it)
- 1988 : Bye Bye Vietnam
- 1989 : Cobra Mission 2
- 1989 : I ragazzi del 42º plotone
- 1993 : Navigatori nello spazio
- 2000 : Titanic, la légende continue (Titanic: La leggenda continua)
- 2005 : Yo-Rhad: Un amico dallo spazio (it), coréalisé avec Vittorio Rambaldi

### Scénariste
- 1986 : L'assassino è ancora tra noi de lui-même
- 1988 : Bye Bye Vietnam de lui-même

### Producteur
- 1975 : Mondo candido de Gualtiero Jacopetti et Franco Prosperi
- 1979 : La lycéenne est dans les vaps (La liceale, il diavolo e l'acquasanta) de Nando Cicero
- 1980 : La liceale al mare con l'amica di papà (it) de Marino Girolami
- 1981 : Pierino, médecin de la Sécurité sociale (Pierino medico della SAUB) de Giuliano Carnimeo
- 1981 : L'esercito più pazzo del mondo (it) de Marino Girolami
- 1988 : Le prime foglie d'autunno (it) de Raimondo Del Balzo

### Producteur délégué
- 1989 : I ragazzi del 42º plotone de lui-même